# Falschunggspitze
Die Falschunggspitze (auch Faltschunggspitz, italienisch Monte Valsun) ist ein 3361 m ü. A. hoher Berg in den südlichen Ötztaler Alpen. Sie liegt auf dem von Westen nach Osten verlaufenden Hauptkamm der Ötztaler Alpen, der in diesem Bereich Schnalskamm genannt wird. Zuerst bestiegen wurde die Spitze am 8. Juni 1892 von dem Südtiroler Politiker und Pionier des Fremdenverkehrs Theodor Christomannos und den Bergführern Anton Nischler aus Schnals und Michael Gerstgrasser aus Partschins.

## Lage und Umgebung
An ihrer nördlichen Flanke erstreckt sich der südliche Teil des Gletschers Gurgler Ferner, die Südseite fällt mit der Kohndlrinne ab in das Pfossental und ist Teil des Naturparks Texelgruppe. Benachbarte Berge sind im Westen die Karlesspitze mit 3462 Metern Höhe und im Osten der Bankkogel mit 3311 Metern Höhe. Nächstgelegene Ortschaften sind im Süden Karthaus im Schnalstal und im Norden Obergurgl.

## Touristische Erschließung
Der Weg der Erstbesteiger um Theodor Christomannos am 8. Juni 1892 führte von Unser Frau im Schnalstal zum Niederjoch und weiter zum Similaun. Danach ging es zur Östlichen Marzellspitze und zur Hinteren Schwärze. Die Gruppe gelangte dann zur Rötenspitze und Fanatspitze. Nach Überschreitung der Karlesspitze erreichten die Bergsteiger die Falschunggspitze, allerdings scheiterten Christomannos und seine Gefährten wegen eines Wetterumschwungs an der Hohen Wilden. Nach über 20 Stunden erreichten sie den Eishof im Pfossental. Heute wird die Spitze vom Hochwildehaus aus bestiegen. Die Routen führen entweder von Nordwesten über den Mitterkamm im Gurgler Ferner, oder von Nordosten über den Nordostgrat zum Gipfel mit großem Steinmann.

## Karte
- Alpenvereinskarte 1:25.000, Blatt 35/1, Ötztaler Alpen, Gurgl
- Österreichische Karte 1:50.000, Blatt 2109